# Józef Luxenburg
Józef Luxenburg (ur. 1866 w Zamościu, zm. 3 czerwca 1934 w Warszawie) – polski lekarz, specjalista chorób zakaźnych.
Brat Róży Luksemburg (Rozalii Luxenburg). Ukończył gimnazjum w Warszawie, następnie studiował medycynę na Uniwersytecie Warszawskim. Po ukończeniu studiów od 1890 do 1895 pracował w klinice prof. Viléma Lambla. Zajmował się badaniami doświadczalnymi u Brodowskiego i Hoyera. Przez wiele lat pracował w Szpitalu Wolskim, następnie przeszedł do Szpitala Zakaźnego Miejskiego św. Stanisława. W latach 1918–1921 pracował w Ministerstwie Zdrowia jako referent w dziale chorób zawodowych. Od 1902 ordynator oddziału chorób zakaźnych i wewnętrznych w Szpitalu na Czystem. Był autorem kilkunastu prac naukowych. Wspólnie z Bronisławem Handelsmanem przetłumaczył na polski podręcznik chorób wewnętrznych Meringa. Pochowany jest na cmentarzu żydowskim na ul. Okopowej.

## Wybrane prace
- Metoda dializacyjna Abderhaldena w zastosowaniu do syfilisu, 1914
- Serologische Untersuchungen bei Syphilis mit Hilfe des Abrierhaldenschen Dialysierverfahrens. Medizinische Klinik 26, s. 1104, 1914
- Choroby zawodowe jako przedmiot ubezpieczenia społecznego. Wydawnictwo Ministerstwa Zdrowia Publicznego, 1921